# Jambischer Fünfheber
Der jambische Fünfheber (auch steigender Fünftakter) ist ein aus fünf Jamben bestehendes Versmaß.
In Literaturen mit akzentuierendem Versprinzip ist er ein sehr verbreitetes Versmaß.
Er tritt im Deutschen ungereimt als Blankvers vornehmlich in der Bühnendichtung und seltener auch als gereimter Vers auf.
Der jambische Fünfheber ist im Deutschen seit der zweiten Hälfte des 18. Jahrhunderts im Zuge der Wiederentdeckung William Shakespeares und mittelalterlicher oder als mittelalterlich empfundener romanischer Vorbilder, insbesondere Dante und Petrarca, zu einer der meistgebrauchten, als Bühnenvers praktisch konkurrenzlosen deutschen Versarten geworden und hat dadurch den Alexandriner verdrängt, der im deutschen Barock nach dem Vorbild der französischen Dichtung der Renaissance und Klassik noch das dominierende Versmaß war.
Ist der jambische Fünfheber regelmäßig oder überwiegend nach der zweiten Hebung gebrochen, d. h. durch Zäsur unterteilt, und am Versende mit alternierend männlichen (auf der letzten Silbe betonten) und weiblichen (auf der vorletzten Silbe betonten) Reimen versehen, so folgt er dem Vorbild des französischen vers commun. Dieser war, noch ohne regelmäßig alternierenden Reim, bereits in der französischen Dichtung des Mittelalters weit verbreitet. In der französischen Renaissance wurde er allmählich mit regelmäßig alternierendem Reim als ein gegenüber dem Alexandriner nachrangiges Versmaß weiter gebraucht. Nach dem Vorbild der französischen Renaissance wurde er auch von den deutschen Dichtungen und Poetiken des Barock adaptiert und dort ebenfalls dem Alexandriner nachgeordnet. Beispiel (Johann Christian Günther, Abschiedsaria):
Schweig du doch nur, du Hälfte meiner Brust;
Denn was du weinst, ist Blut aus meinem Herzen.
Ich taumle so und hab an nichts mehr Lust
Als an der Angst und den getreuen Schmerzen …
Freiheit in der Handhabung der Zäsur kennzeichnet dagegen jambische Fünfheber, die dem Vorbild des italienischen Endecasillabo folgen. Der letztere ist im Italienischen festgelegt auf den weiblichen Reim und wird im Deutschen in prononciert italianisierender Dichtung oder Nachdichtung italienischer Originale, z. B. der Sonette Petrarcas, ebenfalls mit ausschließlich weiblichen Reimen adaptiert. Beispiel (Johann Wolfgang von Goethe, Reisezehrung):
Entwöhnen soll ich mich vom Glanz der Blicke,
Mein Leben sollten sie nicht mehr verschönen.
Was man Geschick nennt, läßt sich nicht versöhnen –
Ich weiß es wohl, und trat bestürzt zurücke.
Da das Deutsche im Unterschied zum Italienischen einen wesentlich begrenzteren Vorrat an weiblichen Reimen bereitstellt, wird jedoch auch dieser Vers im Deutschen meist ohne Festlegung auf den weiblichen Reim, und dann in der Regel mit alternierend weiblichen und männlichen Reimen, gebraucht.
Der Blankvers, der sich im Englischen aus dem französischen vers commun entwickelt hatte oder vielleicht auch unter italienischem Einfluss entstand, war bereits im Englischen von der starren Handhabung der Zäsur gelöst worden, während der französische Usus der alternierenden Kadenz im englischen Blankvers keinen und auch in der englischen Reimdichtung nur vereinzelt Niederschlag fand. Im deutschen Blankvers wird die Freiheit der Zäsur und der Verskadenz übernommen und außerdem, wie schon im englischen Vorbild, auch der Auftakt des Verses freier als bei gereimten jambischen Fünfhebern gehandhabt, so dass auf die ersten beiden Silben des Verses schwebende Betonung treten kann. Beispiel (Ophelia in der Hamlet-Übersetzung von August Wilhelm Schlegel, II.1):
Als ich in meinem Zimmer näht', auf einmal
Prinz Hamlet – mit ganz aufgerißnem Wams,
Kein Hut auf seinem Kopf, die Strümpfe schmutzig
Und losgebunden auf den Knöcheln hängend;
Bleich wie sein Hemde, schlotternd mit den Knien …
Im angelsächsischen Raum wird der jambische Fünfheber auch als pentameter bezeichnet, was eigentlich nicht korrekt ist, da das jambische Metron aus zwei Versfüßen besteht, ein jambischer Pentameter wäre somit zehnfüßig und nicht fünffüßig.